# Sułów (gmina)
Sułów (hist. gmina Tworyczów) – gmina wiejska w województwie lubelskim, w powiecie zamojskim. W latach 1975–1998 gmina położona była w województwie zamojskim.
Siedziba gminy to Sułów.
Według danych z 30 czerwca 2004 gminę zamieszkiwało 5206 osób.

## Transport drogowy
Przez gminę przebiega droga wojewódzka nr 848. Łączy ona Szczebrzeszyn z Turobinem i Tarnawą.

## Struktura powierzchni
Według danych z roku 2002 gmina Sułów ma obszar 93,48 km², w tym:
- użytki rolne: 86%
- użytki leśne: 6%

Gmina stanowi 4,99% powierzchni powiatu.

## Warunki naturalne
Gmina Sułów leży głównie w Padole Zamojskim jedynie południowa-zachodnia część gminy leży w obrębie Roztocza Szczebrzeszyńskiego. Gminę wypełniają głównie mady, gleby bagienne i Torfowiska. Główną rzeką jest Pór. Tworzy on ogromne bagna, starorzecza. Drugą rzeką jest Łętownia nazywana też Łętowinką. Jej koryto zachowało naturalny charakter. Przez gminę częściowo przepływa też Wieprz. Dolinę Łętowni chroni obszar Natura 2000.

## Demografia

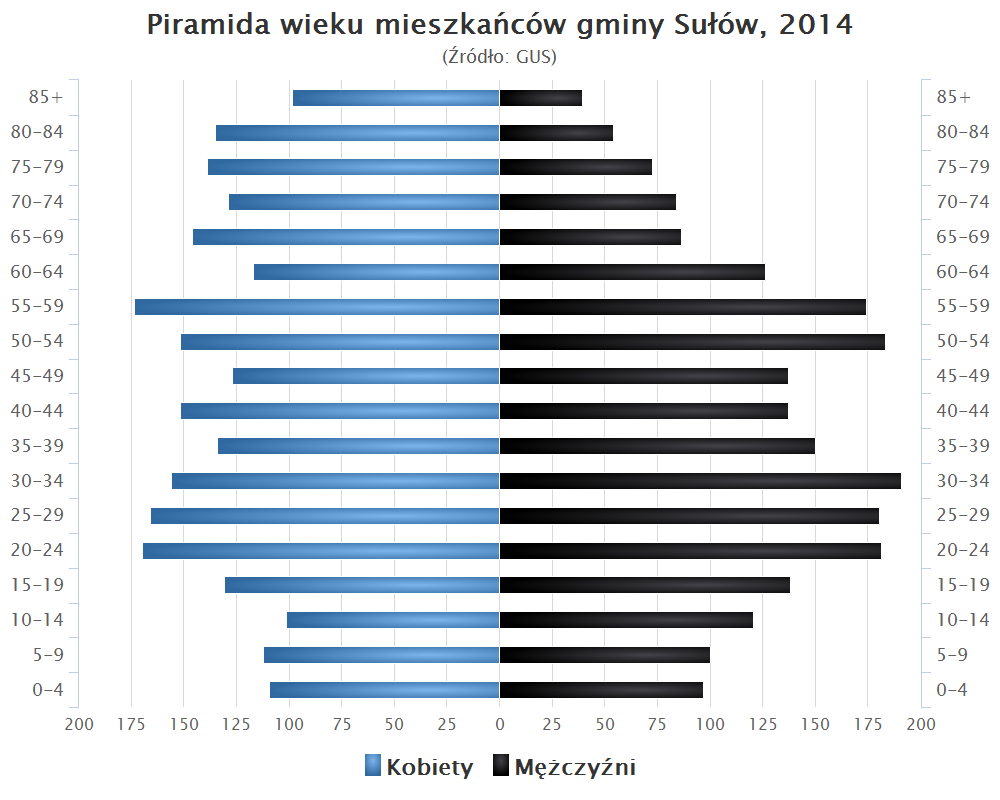
Piramida wieku mieszkańców gminy Sułów w 2014 roku

Dane z 30 czerwca 2004:
| Opis                              | Ogółem | Ogółem | Kobiety | Kobiety | Mężczyźni | Mężczyźni |
| --------------------------------- | ------ | ------ | ------- | ------- | --------- | --------- |
| jednostka                         | osób   | %      | osób    | %       | osób      | %         |
| populacja                         | 5206   | 100    | 2711    | 52,1    | 2495      | 47,9      |
| gęstość zaludnienia (mieszk./km²) | 55,7   | 55,7   | 29      | 29      | 26,7      | 26,7      |

## Sołectwa
Deszkowice Drugie, Deszkowice Pierwsze, Kawęczyn-Kolonia, Kitów, Kulików, Michalów, Rozłopy, Rozłopy-Kolonia, Sąsiadka, Sułowiec, Sułów, Sułów-Kolonia, Sułówek, Tworyczów, Źrebce.

## Atrakcje turystyczne
- Pałac rodziny Zamoyskich w Michalowie (Zespół pałacowo-parkowy Klemensów-Park);
- Działająca elektrownia wodna na rzece Wieprz w zespole folwarcznym Ordynacji Zamoyskich

- Grodzisko Sutiejsk we wsi Sąsiadka, sięgające XI w.;
- Zabytkowy drewniany kościół z 1937 r. w Tworyczowie;
- Zabytkowa siedziba Urzędu Gminy w Sułowie;
- Cmentarze wojenne z I w. św. w Sułowcu i Kitowie
- Gminne Kąpielisko Złote Piaski w Kulikowie.

Szlaki turystyczne
- Szlak rowerowy Czarna Perła

## Sąsiednie gminy
Nielisz, Radecznica, Rudnik, Szczebrzeszyn, Turobin